# 青木敬 (モデル)
青木 敬（あおき けい、2月16日 - ）は、日本の男性ファッションモデルである。180cm、68kg。新潟県新潟市出身。19歳からモデルをはじめる。2000年からプレステージに所属。

## 出演

### CM出演
- 花王 リセッシュ 玄関のニオイ戻り篇
- かんぽ生命　新ながいきくん紙芝居篇
- ジョージア ヨーロピアン新製法体験篇
- 名鉄　「パパの顔」篇
- 持田ヘルスケア　コラージュフルフル石鹸シリーズ
- 星野リゾートホテルブレストコート「結婚記念日篇」
- ロッテ「ポケモンキシリトールガム」
- シャープ　ソーラー発電システム「まるごと15年保証」篇
- 日本興亜損保「代理店対応力で選ぶなら、日本興亜」篇
- コールド大関「実感（感想）篇」
- サッポロ プレミアムアルコールフリー
- コンタック600プラス「蛇口部長篇」
- コカコーラ爽健美茶
- 中古車販売オートベル
- ＪＡＬ バーゲンフェア

### 広告等
- サイボウズ kintone
- ミサワホーム
- 名古屋鉄道
- 明治ブルガリアヨーグルト
- 明治らくらくキューブ
- BEYES/WEB
- AR DE・GALLE
- 日産ラフェスタ ハイウェイスター
- NTT DoCoMo
- Sony「VAIO」
- EDWIN
- New Balance minimus